# Экдиций (консуляр)
Экдиций (лат. Ecdicius) — римский политический деятель второй половины IV века.
Экдиций происходил из малоазиатского города Анкира. Около 360 года он занимал должность консуляра провинции Галатия и был предшественником Акакия. В 363 году Экдиций посетил сирийскую столицу Антиохию. Он состоял в переписке с известным ритором того времени Либанием, у которого обучались его сыновья. Известно по меньшей мере три письма, полученных Экдицием от него. Экдиций был язычником.